# Juan Lauga
Juan Lauga ( Buenos Aires, Argentina, 3 de julio de 1904 - ibídem, 22 de diciembre de 1990 )  fue un cantor dedicado al género del tango. Era hermano del también cantor Pedro Lauga.

## Actividad profesional
Nació en el barrio de Almagro de la ciudad de Buenos Aires y obtuvo empleo en la Aduana en tanto se daba el gusto de cantar por el solo placer de hacerlo para sus amigos. Algunas versiones lo ubican realizando un trabajo casi profesional pero con pocas actuaciones con el conjunto de Alfredo De Franco  primero y con la orquesta que por poco tiempo dirigió Cátulo Castillo, después.
Su hermano Pedro, que era estribillista en el conjunto dirigido por Julio De Caro fue posiblemente quien lo llevó para que en francés y a dúo cantaran el tango ¿Dónde estás corazón?, registrado en 1930 para la discográfica Brunswick.
Entre 1927 y 1928 Juan Bautista Guido organizó una orquesta para grabar para la discográfica RCA Victor y hasta 1930 registró alrededor de 80 piezas. Integraban el conjunto los violinistas Elvino Vardaro, Alcides Palavecino, Eugenio Menjolou y Emilio Puglisi, el contrabajista Alfredo Corleto, el pianista Pedro Vergez y los bandoneonistas Domingo Plateroti y Juan Bautista Guido, quien también dirigía. Juan Lauga cantaba en algunas ocasiones el estribillo.
Juan Lauga, que también participó en la grabación de algunos temas con la orquesta de Luis Petrucelli, tenía registro de tenor,  voz nasal y bien tanguera, además de un notorio vibrato, falleció en Buenos Aires el 22 de diciembre de 1990.